# Burekup
Burekup is een plaats in de regio South West in West-Australië.

## Geschiedenis
In 1910 vroeg het departement der spoorwegen ('Railways Department') de naam 'Boorekup' aan voor een nevenspoor ('siding') van de spoorweg tussen Pinjarra en Picton. 'Boorekup' zou de naam voor een wilde bloem die veel in de omgeving voorkomt en Aborigines van oorsprong zijn. De naam werd tot Burekup aangepast volgens de regels van het departement ruimtelijke ordening ('Department of Lands & Surveys').
De grond in de omgeving was in private handen en de eerste ontwikkeling vond rond 1914 plaats. In 1913 werd met de bouw van een basisschooltje aangevangen en in 1914 werd er een gemeenschapszaal gebouwd, de 'Burekup Hall'. Het plaatsje ontwikkelde zich dankzij de houtkap.
Pas in 1973 werd Burekup op vraag van de Shire of Dardanup officieel gesticht. In 1999 werd de basisschool in een nieuw gebouw ondergebracht.

## Beschrijving
Burekup maakt deel uit van het lokale bestuursgebied (LGA) Shire of Dardanup, waarvan Eaton de hoofdplaats is. In 2021 telde Burekup 788 inwoners. De plaats trekt 'lifestyle'-inwoners aan die in economische centra elders werken. Het heeft een gemeenschapszaal, een basisschool en enkele sportfaciliteiten.

## Ligging
Burekup ligt aan de South Western Highway nabij de rivier de Collie, 166 kilometer ten zuiden van de West-Australische hoofdstad Perth, 20 kilometer ten oostnoordoosten van Bunbury en 13 kilometer ten oosten van Eaton.
De South Western Railway loopt langs Burekup. De Australind-treindienst die de lijn bedient stopt niet in de plaats.

## Klimaat
Burekup kent een warm mediterraan klimaat, Csa volgens de klimaatclassificatie van Köppen. De gemiddelde jaarlijkse temperatuur bedraagt er 16,9 °C en er valt jaarlijks gemiddeld ongeveer 700 mm neerslag.